# チョンゴニの岩絵地域
チョンゴニは、マラウイ中部デッザ県中部の地域である。洞窟壁画や居住の痕跡をうかがわせる遺跡などが現存し、「チョンゴニの岩絵地域」の名で、ユネスコの世界遺産に登録された。ブラキステギア属が優占種のミオンボ森林からなるチョンゴニ森林保護区の区域内を中心に127の遺跡が確認されている。

## 岩絵
初期の狩人が描かれた絵画と、それ以降の農業的な主題の岩絵に分かれる。前者を描いたのは石器時代のトゥワ (Ba Twa) で、後者を描いたのはチェワ族 (Chewa) である。チェワ人はこの地域の洞窟に住み、20世紀に至るまで、この地で岩絵群を蓄積してきた。

## 登録基準
チョンゴニ岩石芸術地域は、申請書類の不備等によって審議が延期されていたが、2006年に登録が認められた。文化遺産としての登録カテゴリーは「遺跡」(site) である。
この世界遺産は世界遺産登録基準のうち、以下の条件を満たし、登録された（以下の基準は世界遺産センター公表の登録基準からの翻訳、引用である）。
- (3) 現存するまたは消滅した文化的伝統または文明の、唯一のまたは少なくとも稀な証拠。
- (6) 顕著で普遍的な意義を有する出来事、現存する伝統、思想、信仰または芸術的、文学的作品と直接にまたは明白に関連するもの（この基準は他の基準と組み合わせて用いるのが望ましいと世界遺産委員会は考えている）。